# Antologia 2 LP
Antologia 2 LP è un doppio album di Al Bano pubblicato nel 1974 e l`ultimo pubblicato con la casa discografica EMI. 

## Descrizione
Sul lato 1 del primo LP contiene arie tratte dalle opere di Giacomo Puccini, Pietro Mascagni, Gaetano Donizetti, Umberto Giordano e Ruggero Leoncavallo. Al Bano le interpreta non da tenore ma con uno stile a cavallo tra il pop e il canto lirico e anche gli arrangiamenti sono più moderni ma sempre rispettando la partiture originali. Il secondo lato del primo LP contiene invece canzoni folk cantate in dialetto pugliese. Il secondo disco contiene sul primo lato alcuni dei suoi più grandi successi degli anni sessanta come La strada (che mi conduce a te) già pubblicata come singolo a 45 giri nel 1965 mentre sul lato 2 ci sono canzoni ancora inedite su album. Il brano che chiude l'album s'intitola In controluce e fu presentato al Festival di Sanremo 1974 scritto da Al Bano in collaborazione con Paolo Limiti. Arrangiamenti e direzione d'orchestra a cura di Detto Mariano per tutte le canzoni tranne per Notti di seta e Febbre arrangiate e orchestrate da Natale Massara e Maurizio Fabrizio.

## Tracce LP 1
1. Addio alla madre (Pietro Mascagni, Giovanni Targioni-Tozzetti, Guido Menasci - dall`opera "Cavalleria rusticana")
2. E lucevan le stelle (Giacomo Puccini, Giuseppe Giacosa, Luigi Illica - dall`opera "Tosca")
3. Una furtiva lagrima (Gaetano Donizetti, Felice Romani - dall`opera "L'elisir d'amore")
4. Un dì all'azzurro spazio (Umberto Giordano, Luigi Illica - dall`opera "Andrea Chénier")
5. Siciliana (Pietro Mascagni, Giovanni Targioni-Tozzetti, Guido Menasci - dall`opera "Cavalleria rusticana")
6. Vesti la giubba (Ruggero Leoncavallo - dall`opera "Pagliacci")
7. La zappa picca pane pappa (Albano Carrisi, Romina Power)
8. Simpatia te core (Albano Carrisi)
9. Aria te sciroccu (Albano Carrisi, Westerbeeck)
10. Mieru mieru (Albano Carrisi)
11. Lu pulice (Albano Carrisi, Detto Mariano)

## Tracce LP 2
1. La strada (che mi conduce a te) (Mogol, Pitney)
2. Io di notte (Albano Carrisi, Alessandro Colombini)
3. Caro caro amore (Conz, Giuseppe Massara, Vito Pallavicini)
4. Nel sole (Albano Carrisi, Giuseppe Massara, Vito Pallavicini)
5. Quel poco che ho (Luciano Beretta, Albano Carrisi, Detto Mariano)
6. Il ragazzo che sorride (Mikīs Theodōrakīs, Vito Pallavicini)
7. La canzone di Maria (Bruno Lauzi, Maurizio Fabrizio)
8. Risveglio (Albano Carrisi)
9. Storia di noi due (Albano Carrisi)
10. Notti di seta (Gino Mescoli, Vito Pallavicini)
11. Febbre (Luigi Albertelli, Maurizio Fabrizio)
12. In controluce (Albano Carrisi, Paolo Limiti)